# تغییر (آهنگ چارلی پوث)
تغییر (انگلیسی: Change) آهنگ از خواننده آمریکایی
چارلی پوث به همراه جیمز تیلور که ۲۶ مارس ۲۰۱۸ منتشر شد و به عنوان چهارمین آهنگ آلبوم یادداشت‌های صوتی شناخته می‌شود.